# Duguetia magnolioidea
Duguetia magnolioidea Maas – gatunek rośliny z rodziny flaszowcowatych (Annonaceae Juss.). Występuje endemicznie w Brazylii – w stanie Bahia. 

## Morfologia
PokrójZimozielone drzewo dorastające do 3–8 m wysokości.
LiścieMają kształt od owalnego do eliptycznego. Mierzą 18–25 cm długości oraz 5–8 cm szerokości. Liść jest całobrzegi o tępym lub spiczastym wierzchołku.
KwiatySą pojedyncze, rozwijają się w kątach pędów. Płatków jest 6, mają żółtą barwę. Kwiaty mają 150–200 słupków.
OwoceMają kulisty kształt. Osiągają 30–35 mm średnicy.

## Biologia i ekologia
Rośnie w lasach, na wybrzeżu, na terenach nizinnych.